# 普莱森特瓦利镇区 (艾奥瓦州约翰逊县)
普萊森特瓦利鎮區（英語：Pleasant Valley Township）是位於美國愛荷華州約翰遜縣的一個行政鎮區。

## 地方資料
根據2010年美國人口普查的數據，普萊森特瓦利鎮區的面積為65.51平方千米，當中陸地面積為64.91平方千米，而水域面積為0.60平方千米。當地共有人口269人，而人口密度為每平方千米4.11人。